# 武生

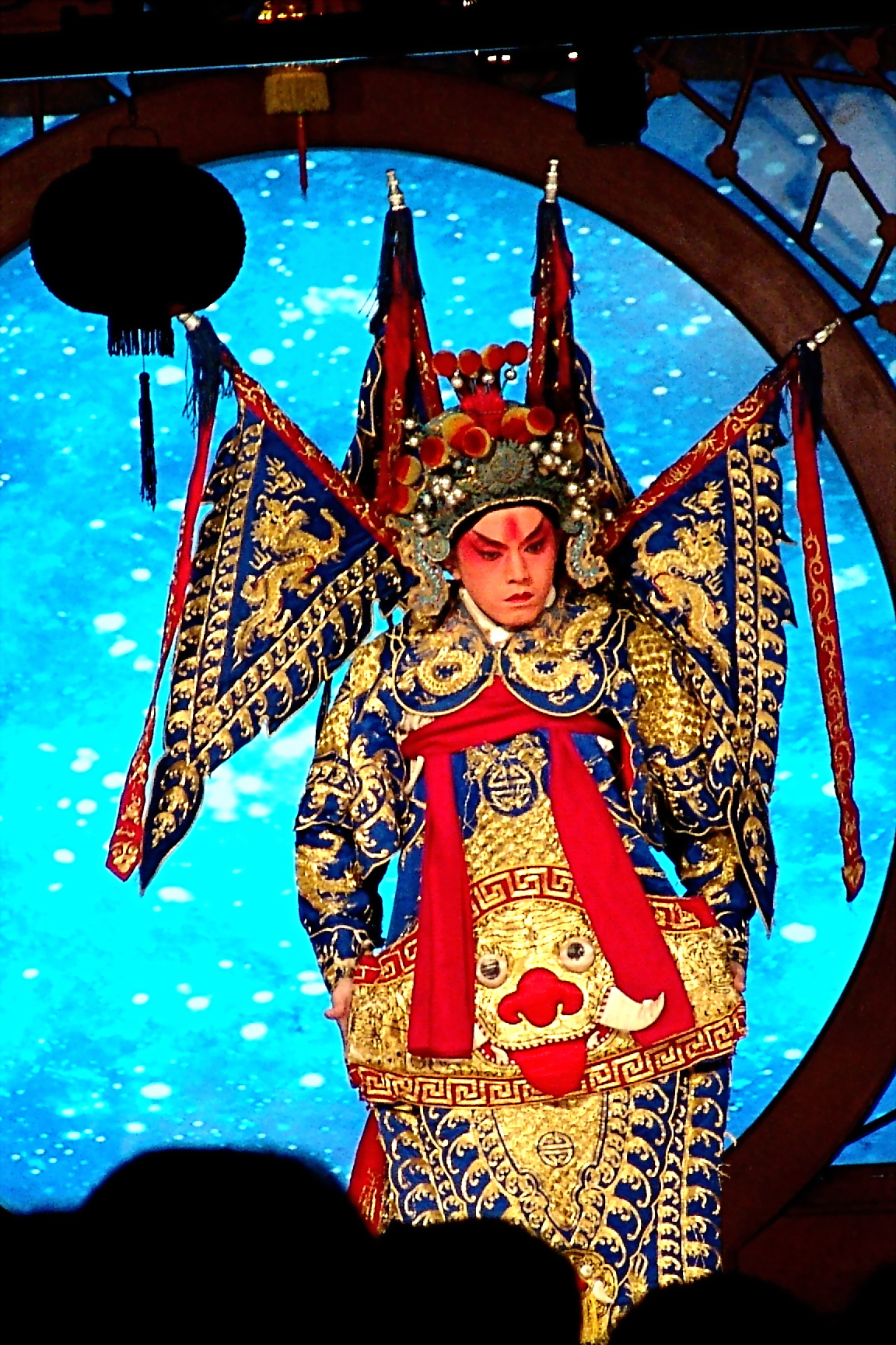
京剧武生

武生，重唱和做，基本上扮演文人，但最多時候是做武打的動作。常掛黑鬚。另有一種掛白鬚的叫「公腳」，唱腔蒼勁悲涼，原屬「末」行，現在也併入了武生的行當。粵劇之中把武生一角演得最好，令人印象最為深刻的，則有「武生王」之稱的靚次伯先生。

## 京剧武生

### 派别
1. 杨派，以杨小楼为代表
2. 尚派，以尚和玉为代表
3. 盖派，以盖叫天为代表
4. 李派，以李万春为代表
5. 李派，以李少春为代表
6. 厲派，以厲慧良为代表

## 相关电影
- 《盖世武生》：2011年由张光照执导的一部京剧题材的数字电影，刘军、赵屹鸥、郑佳艳、季云峰、齐英奇、陈麟参与演出。